# Schmalspurbahn Nowy Łupków–Cisna
| |                                  |                                                |                                                |
| Streckenlänge: | 24,174 km                        |                                                |                                                |
| Spurweite: | bis 1940: 760 mm ab 1940: 750 mm |                                                |                                                |
| |                                  |                                                |                                                |
| \| \| 0,000 \| Nowy Łupków \| Nowy Łupków \| \| \| \| (Anschluss von Bahnstrecke Nowy Zagórz–Łupków) \| \| \| \| \| Waldbahn nach Rzepedź (seit 1959) \| \| \| \| \| Waldbahn von Rzepedź (seit 1959) \| \| \| \| 8 \| Wola Michowa \| Wola Michowa \| \| \| 10 \| Maniów \| Maniów \| \| \| 16 \| Balnica \| Balnica \| \| \| \| Staatsgrenze Polen–Tschechoslowakei (bis 1938) \| \| \| \| \| Staatsgrenze Tschechoslowakei–Polen (bis 1938) \| \| \| \| 19 \| Solinka \| Solinka \| \| \| \| Solinka \| \| \| \| \| Solinka \| \| \| \| 23 \| Żubracze \| Żubracze \| \| \| \| Solinka \| \| \| \| 24,174 \| Cisna (heute: Majdan) \| Cisna (heute: Majdan) \| \| \| \| Waldbahn nach Kalnica und Smerek (bis 1944) \| \| \| \| \| Waldbahn nach Moczarne (seit 1961) \| \| |                                  |                                                |                                                |
| Kopfbahnhof Streckenanfang (Strecke außer Betrieb) | 0,000                            | Nowy Łupków                                    | Nowy Łupków                                    |
| Strecke (außer Betrieb) |                                  | (Anschluss von Bahnstrecke Nowy Zagórz–Łupków) | (Anschluss von Bahnstrecke Nowy Zagórz–Łupków) |
| Abzweig geradeaus und nach links (Strecke außer Betrieb) |                                  | Waldbahn nach Rzepedź (seit 1959)              | Waldbahn nach Rzepedź (seit 1959)              |
| Abzweig geradeaus und von links (Strecke außer Betrieb) |                                  | Waldbahn von Rzepedź (seit 1959)               | Waldbahn von Rzepedź (seit 1959)               |
| Bahnhof (Strecke außer Betrieb) | 8                                | Wola Michowa                                   | Wola Michowa                                   |
| Haltepunkt / Haltestelle (Strecke außer Betrieb) | 10                               | Maniów                                         | Maniów                                         |
| Kopfbahnhof Strecke bis hier außer Betrieb | 16                               | Balnica                                        | Balnica                                        |
| Grenze |                                  | Staatsgrenze Polen–Tschechoslowakei (bis 1938) | Staatsgrenze Polen–Tschechoslowakei (bis 1938) |
| Grenze |                                  | Staatsgrenze Tschechoslowakei–Polen (bis 1938) | Staatsgrenze Tschechoslowakei–Polen (bis 1938) |
| Haltepunkt / Haltestelle | 19                               | Solinka                                        | Solinka                                        |
| Brücke über Wasserlauf |                                  | Solinka                                        | Solinka                                        |
| Brücke über Wasserlauf |                                  | Solinka                                        | Solinka                                        |
| Haltepunkt / Haltestelle | 23                               | Żubracze                                       | Żubracze                                       |
| Brücke über Wasserlauf |                                  | Solinka                                        | Solinka                                        |
| Bahnhof | 24,174                           | Cisna (heute: Majdan)                          | Cisna (heute: Majdan)                          |
| Abzweig geradeaus und ehemals nach rechts |                                  | Waldbahn nach Kalnica und Smerek (bis 1944)    | Waldbahn nach Kalnica und Smerek (bis 1944)    |
| Strecke |                                  | Waldbahn nach Moczarne (seit 1961)             | Waldbahn nach Moczarne (seit 1961)             |

Die Schmalspurbahn Nowy Łupków–Cisna war eine schmalspurige Eisenbahnverbindung in Polen, die ursprünglich als staatlich garantierte Kleinbahn Łupków–Cisna (polnisch: Kolej miejscowa Łupków–Cisna) erbaut und betrieben wurde. Sie zweigte in Łupków von der Bahnstrecke Nowy Zagórz–Łupków ab und führte in den Waldkarpaten nach Cisna.
Nach 1945 wurde die zuvor öffentliche Strecke in einen Waldbahnbetrieb integriert. Heute wird ein Teil als museale Touristikbahn betrieben.

## Geschichte

### Vorgeschichte und Bau
Am 30. Oktober 1896 erschien im Reichsgesetzblatt ein Gesetzestext  betreffend der Konzessionierung einer schmalspurigen Kleinbahn Lupków 1 – Cisna .... Als Konzessionäre nennt das Gesetzblatt
- den Gutsbesitzer Herrmann Ritter Czecz von Lindenwald in Kozy
- den k.u.k. Major außer Dienst und Gutsbesitzer Stanislaus 2 Klucki in Kozy

Herrmann Ritter Czecz von Lindenwald war zu diesem Zeitpunkt Abgeordneter des Herrenhauses im Parlament in Wien sowie „Neffe und Schwiegersohn von Stanisław Klucki“. Stanislaus Klucki war Abgeordneter im Reichsrat in Wien. Somit waren Czecz von Lindenwald und Klucki gleichzeitig Konzessionswerber und Parlamentsabgeordnete und begehrten vom Parlament, dessen Angehörige sie waren, erfolgreich eine Eisenbahnkonzesion.

Aktie über 400 Kronen der Kleinbahn Łupków–Cisna

Lt. Konzession waren die Konzessionäre verpflichtet, den Bau der Bahnstrecke „sofort zu beginnen“ und binnen 18 Monaten fertigzustellen. Zur Erfüllung gründeten die Konzessionäre die Aktiengesellschaft Lupków-Cisna'er Kleinbahn (Kolej miejscowa Lupków-Cisna) mit Sitz in Lemberg. Diese übertrug den Bahnbetrieb den k.k. Staatsbahnen.

### Ab 1898
Die Inbetriebnahme erfolgte am 22. Januar 1898 und damit innerhalb der gesetzlich gebotenen Frist.
Am 2. Mai 1903 wurde die Bahnstrecke durch die Bekanntmachung, betreffend die dem Internationalen Übereinkommen über den Eisenbahnfrachtverkehr beigefügte Liste aus der Liste der Eisenbahnstrecken, auf welche das Internationale Übereinkommen über den Eisenbahnfrachtverkehr Anwendung findet (VIII. Ausgabe 1903, Reichs-Gesetzbl. von 1903 S. 125) gestrichen.
Im Jahr 1910 wird Czecz von Lindenwald im Compass als Präsident des Verwaltungsrats der Kleinbahn Łupków - Cisna genannt.
Während des Ersten Weltkrieges war das Bahngebiet von Kampfhandlungen zwischen kaiserlich russischen Truppen und der k.u.k. Armee betroffen. Nach dem Rückzug der russischen Armee im Jahr 1916 wurde die Strecke durch den österreichischen Staat instand gesetzt und wieder in Betrieb genommen. Die Verluste an Fahrzeugen wurden durch Umsetzungen von anderen Strecken ausgeglichen.

### Ab 1918
Nach dem Zerfall Österreich-Ungarns infolge des Krieges lag die Strecke zur Gänze auf dem Staatsgebiet der Zweiten polnischen Republik mit Ausnahme eines Abschnittes zwischen Balnica und Solinka, der auf dem Gebiet der Tschechoslowakei lag, bis 1938 Polen eine Grenzkorrektur erzwang. Betreiber der Strecke waren die neugegründeten Polnischen Staatsbahnen (PKP).
Im Jahr 1928 wurde der Gütertarif durch eine Verordnung der Verkehrsministers neu festgesetzt. Die Verordnung bezeichnet die Bahnstrecke als Privatbahn im Staatsbetrieb.

### Ab 1939
Nach dem deutschen Überfall auf Polen am Beginn des Zweiten Weltkrieges lag die Strecke auf dem Gebiet des sogenannten Generalgouvernementes. Betreiber der Strecke war fortan die Generaldirektion der Ostbahn (Gedob). Zu dieser Zeit wurde die Spurweite formal von 760 mm auf 750 mm geändert. Der Sommerfahrplan 1941 verzeichnete drei Personenzugpaare von Nowy Lupkow nach Cisna.
Im Jahr 1942 wird die Schmalspurbahn in der Baedeker-Ausgabe für das Generalgouvernement auf Seite 207 kurz erwähnt.

### Ab 1945
Nach dem Zweiten Weltkrieg lag die durch Kriegseinwirkung zerstörte Strecke im Bürgerkriegsgebiet zwischen der Ukrainischen Aufständische Armee (UPA) und der Polnischen Armee. Mit der Aussiedlung der autochthonen russinischen Bevölkerung im Rahmen der Aktion Weichsel im Jahr 1947 endete der Konflikt. Ein öffentliches Verkehrsbedürfnis bestand in der entvölkerten Region daher zunächst nicht mehr. Die Strecke wurde 1953 von den Polnischen Staatsbahnen aufgegeben und den Staatsforsten Lasy Państwowe übertragen. Diese banden 1959 die Waldbahn von Rzepedź bei Wola Michowa in die Strecke ein und bauten bis 1962 eine Erweiterung über Wetlina bis nach Moczarne.
Nach dem Systemwechsel von 1989 und der Abkehr von der sozialistischen Planwirtschaft war die Waldbahn nicht mehr wirtschaftlich und wurde 1994 stillgelegt. Teile der Strecke blieben erhalten und werden seit 1997 als Waldbahn Bieszczady (Bieszczadzka Kolejka Leśna) touristisch genutzt.

## Fahrzeuge

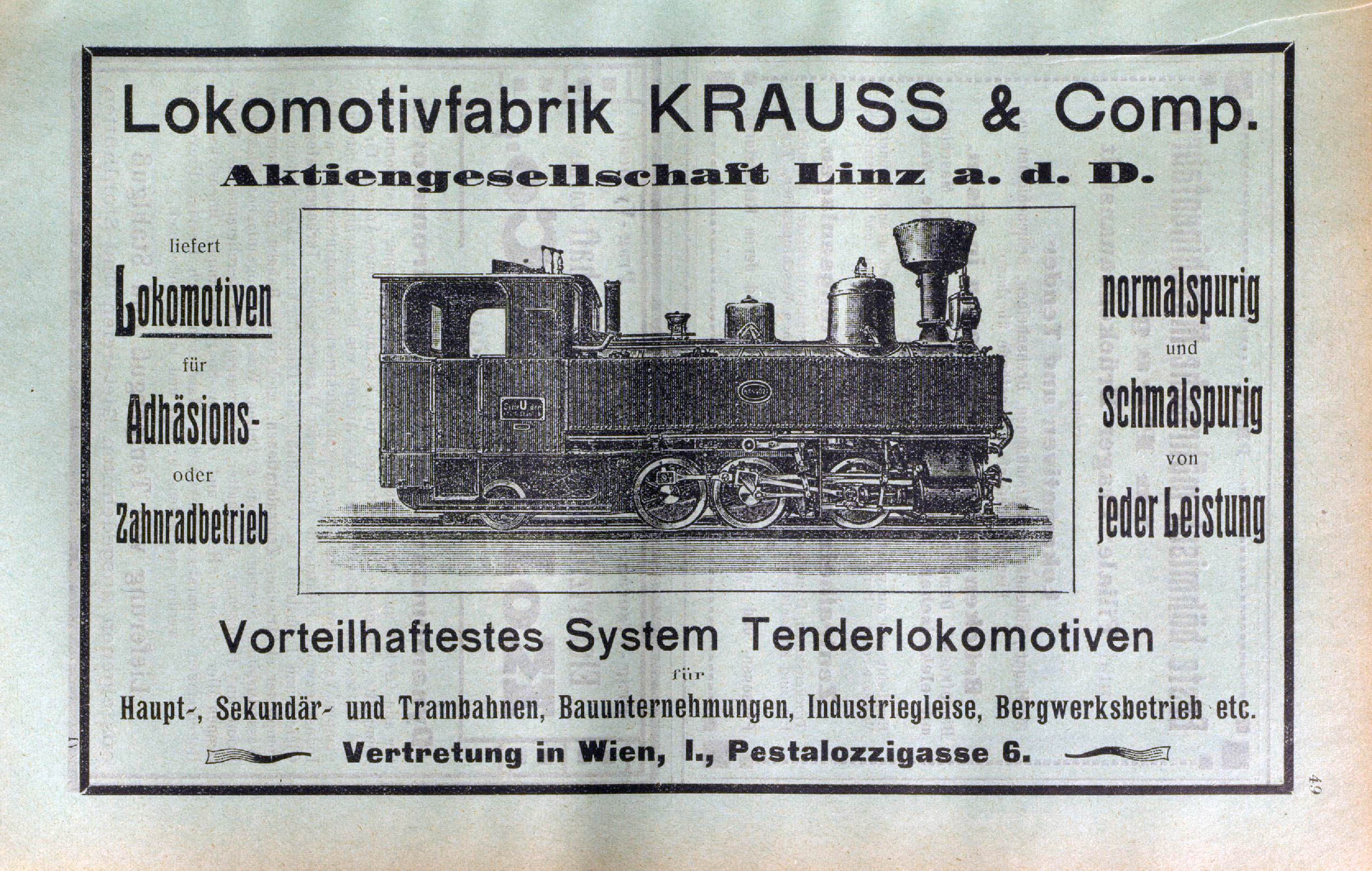
Lokomotive der Baureihe U in einem Inserat von Krauss-Linz. Drei solche Lokomotiven wurden für die Schmalspurbahn Nowy Łupków–Cisna beschafft

Die kkStB beschafften für Rechnung der Kleinbahn Łupków–Cisna drei Lokomotiven der Reihe U von der Lokomotivfabrik Krauss & Comp. Linz. Sie trugen die Betriebsnummern U 17, U 18 und U 19. Der Wagenpark entsprach dem anderer österreichischer Schmalspurbahnen.
Zwei der Lokomotiven gingen im Ersten Weltkrieg verloren. Einzig die U 18 verblieb auf ihrer Stammstrecke. Sie wurde ab 1924 von den PKP als C-3003 geführt. Die Ostbahn gab ihr 1939 die Nummer 99 2441, die 1941 auf 99 2541 abgeändert wurde. Die Lokomotive wurde zusammen mit weiteren Fahrzeugen 1944 vor der Front im Zweiten Weltkrieg evakuiert und im Bahnhof Mügeln (b Oschatz) abgestellt. Dort wurde sie ohne weiteren Einsatz später verschrottet. Als einziges der nach Mügeln evakuierten Fahrzeuge existiert bis heute ein dreiachsiger Güterwagen serbischer Herkunft, der als Lagerschuppen weiterverwendet wurde. Er wurde 2013 von Mitgliedern der sächsischen IG Wagen geborgen und in seinem vorgefundenen Zustand restauriert. Seit 2016 nutzt der Förderverein „Wilder Robert“ e. V.  den Wagen als Lagerraum auf dem Bahnhof Mügeln.

## Sonstiges
In der Literatur wird die Schmalspurbahn mit LupC abgekürzt.